# Frank Retzel
Frank Retzel (* 1948 in Detroit/Michigan; † 19. Dezember 2018) war ein US-amerikanischer Komponist.
Retzel hatte ab dem sechsten Lebensjahr Klavier- später auch Orgelunterricht. Im Alter von elf Jahren spielte er in verschiedenen Kirchen von Detroit Orgel und nahm Unterricht bei Noël Goemanne und Lode Van Dessel. Sechzehnjährig wurde er Organist in Michigan.
Er studierte an der Wayne State University bei Ruth Shaw Wylie und absolvierte bis 1978 ein Postgraduiertenstudium an der University of Chicago. Hier nahm er auch Kompositions- und Dirigierunterricht bei
Ralph Shapey.
Als Komponist erhielt Retzel einen Preis der International Society for Contemporary Music und Stipendien des National Endowment for the Arts, der Fulbright Commission und der Mellon Foundation und wurde 1988 für einen Pulitzer-Preis nominiert. Daneben veröffentlichte er Artikel zu musikgeschichtlichen und -wissenschaftlichen Themen, war Professor für Musik an der Fordham University und der St. John’s University und Organist und Chorleiter an der Church of Mary's Nativity in Flushing.

## Werke
- Two Pieces for Piano, 1969.
- Cables 87 für Sopran und acht Instrumente, 1970.
- Two Segments für Streichquartett, 1970.
- 24 Modules für elf Instrumente, 1972.
- Laminar Flow für Instrumentalensemble, Orgel und Perkussion, 1973.
- Symbiosis für elektrisches Cello und verstärktes Klavier, 1974.
- Schism I für Streichquartett, 1975.
- Anamnesis: The City of God (Dispersion) für Orgel, 1977, 1980.
- Swamp Music für zehn Instrumente, 1978.
- One für Sopran, Viola und Cembalo, 1978.
- Amber Glass für Mezzosopran und vier Instrumente Texte: Thomas Merton, 1979–80
- Klage ('Lament') für Flöte und Klavier, 1980.
- Line Drawings and Earthen Clay Figures für Klavier, 1980, 1985.
- Poem für Violine solo, 1981.
- Hymnus für gemischten Chor und Orgel, 1981.
- Canticles für Sopran und Bariton oder Bass, gemischten Chor und vierzehn Instrumente, 1981–83
- Lumen für sechs Instrumente, 1983.
- Movements für vier Instrumente, 1984.
- Break Forth: A Motet for Christmas für gemischten Chor und Orgel, 1984.
- A Bestiary für hohe Stimme und Klavier (Texte von Theodore Roethke u. a.), 1985
- Spare Us, O Lord für drei Solisten, gemischten Chor und Orgel, 1985.
- Horae für Orgel, 1986.
- Chansonnier für Orchester, 1988.
- Sekem für Bläserquintett, 1989.
- Acclaim with Joy für Bariton, gemischten Chor, Perkussion, Bläserquintett und Orgel, 1990.
- O Sons, O Daughters für Flöte und Klavier, 1992.
- Jam sol recedit igneus für Chor und Glocken, 1992.
- Tamarind für Orchester, 1993.
- Trinity für acht Instrumente, 1993.
- Trinity: A Secular Liturgy for three actress-singers and instrumental ensemble, 1993.
- Daughter of Dawn für Sopran und Klavier, 1993.
- Love Divine -- Hymn Setting of ‘Hyfrydol’ für Chor und Orchester, 1995.
- Crucifer für Chor und Orchester, 1995.
- Blue-Line Strophes für sieben Instrumente, 1996.
- Summer Songs für Sopran und Klavier (Texte von Edna St. Vincent Millay, Seamus Heaney u. a.), 1996
- Portrait in Fantasy für Sopran, Flöte und elektrisches Klavier, 1997.
- Landscapes für Klavier, 1998.
- Reflections für Sopran und Klavier (Texte von John Hollander), 2002
- Duets für Sopran und Klavier (Texte von Seamus Heaney), 2003.
- Night Neon: Images for Orchestra, 2004.
- Mosaic for octet, 2005.
- Lyric Set für Flöte und Harfe, 2006.

## Weblink
- Homepage von Frank Retzel

## Quelle
- New York Composers Circle - Frank Retzel